# Бриштане
Бриштане је насељено мјесто у саставу града Дрниша, у Шибенско-книнској жупанији, у Далмацији, Република Хрватска.

## Географија
Насеље се налази око 12 км западно од Дрниша.

## Историја
Село Бриштане се од распада Југославије до јуна 1992. године налазило у Републици Српској Крајини.

## Становништво
Према попису из 1991. године, Бриштане је имало 420 становника. Према попису становништва из 2001. године, Бриштане је имало 306 становника. Насеље је према попису становништва из 2011. године имало 174 становника.
| Демографија (Бриштане) (Бриштане) (Бриштане) (Бриштане) | Демографија (Бриштане) (Бриштане) (Бриштане) (Бриштане) | Демографија (Бриштане) (Бриштане) (Бриштане) (Бриштане) |
| Година                                                  | Становника                                              | Становника                                              |
| ------------------------------------------------------- | ------------------------------------------------------- | ------------------------------------------------------- |
| 1961.                                                   | 657                                                     |                                                         |
| 1971.                                                   | 593                                                     |                                                         |
| 1981.                                                   | 491                                                     |                                                         |
| 1991.                                                   | 420                                                     |                                                         |
| 2001.                                                   | 306                                                     |                                                         |
| 2011.                                                   |                                                         | 174                                                     |

## Попис 1991.
На попису становништва 1991. године, насељено место Бриштане је имало 420 становника, следећег националног састава:
| Попис 1991.‍ | Попис 1991.‍ | Попис 1991.‍ | Попис 1991.‍ | Попис 1991.‍ |
| ----------- | ----------- | ----------- | ----------- | ----------- |
|             |             |             |             |             |
| Хрвати      | Хрвати      |             | 411         | 97,85%      |
| Срби        | Срби        |             | 2           | 0,47%       |
| непознато   | непознато   |             | 7           | 1,66%       |
| укупно: 420 |             |             |             |             |